# هزاز توافقي

هزاز توافقي رأسي.

مسألة الهزّاز التوافقي البسيط من أهم مسائل ميكانيكا الكم والميكانيكا التقليدية، وللمبدأ تطبيقاتٌ كثيرةٌ إذ يشبه في ميكانيكا الكم حركة جسيم حول وضع التوازن باهتزازات بسيطة صغيرة على شكل هزّاز توافقي خطي.
من الاهتزازات الصّغيرة مثلاّ اهتزازات الذَرّات في جزيء أو اهتزازات الذَرّات في الشبكة البلّوريّة بفعل درجة الحرارة.
تشترط ميكانيكا الكم لحدوث الحركة التوافقية البسيطة لجسم ما أن يكون الجسم خاضعاً لقانون نيوتن الثاني وأن تكون قوى الاحتكاك المؤثرة على الجسم معدومة. ويجبُ أن يخضعَ الجسم لتأثير قوَّة مرنة من النوع:
{\displaystyle F=-kx\,}
{\displaystyle F=-m\omega ^{2}x\,}
حيثُ:
F القوة المؤثرة على الجسيم وتجذبه نحو نقطة التوازن
m كتلة الجسيم
k ثابت
x مسافة إزاحة الجسيم عن نقطة التوازن
و{\displaystyle \omega } السرعة الزّاويّة (البندولية)
والعجلة {\displaystyle -\omega ^{2}x}
وتدل العلامة السالبة في المعادلة F = -k.x أن القوة F والإزاحة x في اتجاهين متضادين.
إن طاقة الوضع المختزنة في ياي مشدود بقدر ما تساوي الشغل المبذول في شده، وبالتالي إذا تأثر الياي بقوة مقدارها F فتحرك طرفه الحر إزاحة dx فإن dU=dW=F.dx، حيث U هي طاقة الوضع وW الشغل المبذول. وبالتالي يمكن الحصول على طاقة الوضع كالتالي:
{\displaystyle U=-\int {\vec {F}}\cdot d{\vec {x}}}
{\displaystyle {F=-kx}\,}
{\displaystyle U=-\int {\vec {F}}\cdot d{\vec {x}}=-\int {-kx}\,dx={\frac {1}{2}}kx^{2}.}
يوضٍّح الشكل (1) تغيرات الطاقة الكامنة للجسيم مع الانزياح.

## مهتز توافقي بسيط
المذبذب التوافقي البسيط هو مذبذب ليس مُسَيَّراً ولا مخمداً . يتكون من كتلة m ، والتي تتعرض لقوة مفردة F ، والتي تسحب الكتلة في اتجاه النقطة x = 0 وتعتمد فقط على الموضع x للكتلة وثابت k . من توازن القوى ( قانون نيوتن الثاني ) للنظام ينتج: {\displaystyle F=ma=m{\frac {\mathrm {d} ^{2}x}{\mathrm {d} t^{2}}}=m{\ddot {x}}=-kx.}بحل هذه المعادلة التفاضلية ، نجد أن الحركة موصوفة بالدالة:
{\displaystyle x(t)=A\sin(\omega t+\varphi ),} حيث {\displaystyle \omega ={\sqrt {\frac {k}{m}}}.} تكون الحركة دورية ، تتكرر بشكل جيبي بسعة ثابتة A. بالإضافة إلى سعتها، تتميز حركة المذبذب التوافقي البسيط بدورتها (زمنها الدوري) {\displaystyle T=2\pi /\omega } ، زمن التذبذب الواحد أو تردده {\displaystyle f=1/T} ، عدد الدورات لكل وحدة زمنية. يعتمد الموضع في زمن معين t أيضًا على الطور φ ، الذي يحدد نقطة البداية على الموجة الجيبية. تتحدّد الفترة والتردد بحجم الكتلة m وثابت القوة k ، في حين تتحدّد السعة والطور بموضع البداية والسرعة . 
تتذبذب سرعة وتسارع المذبذب التوافقي البسيط بنفس تردد الموضع، ولكن بأطوار مُزاحة. وتكون السرعة قُصْوَى عندما تكون الإزاحة صفراً، بينما يكون التسارع في الاتجاه المعاكس للإزاحة. 
وتعطى الطاقة الكامنة المختزنة في مذبذب توافقي بسيط عند موضع x بالعلاقة: {\displaystyle U={\tfrac {1}{2}}kx^{2}.}

## معادلة شرودنغر

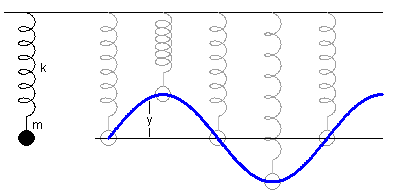
في هذا التمثيل ، الإزاحة عن نقطة التوازن y=x.

صيغة معادلة شرودنغر للهزّاز التوافقي تصف الجسيم على أنه موجة Ψ وتـُعطى بالعلاقة:
{\displaystyle -{\frac {\hbar ^{2}}{2m}}\cdot {\frac {\partial ^{2}\Psi }{\partial x^{2}}}+{\frac {m^{2}\omega ^{2}x^{2}}{2}}\Psi =E\Psi }
وهذه المعادلة يمكن كتابتها بالشكل التالي:
{\displaystyle {\frac {\partial ^{2}}{\partial x^{2}}}\Psi +{\frac {2m}{\hbar ^{2}}}(E-{\frac {m\omega ^{2}x^{2}}{2}})\Psi =0}
إنّ الاختلاف المهم بين معادلة حركة الهزّاز التوافقي ومعادلة شرودنغر الموجية لحركة جسيم (ممثل في حركة موجية) في حفرة كمومية يكمن في أنّه لايوجد هنا جدران تحد من الحركة، ولذلك ليس للهزّاز التوافقي شروط حديّة.
نجد للمعادلة السابقة حلا ً عند قيم معيّنة للطاقة (E) منفصلة، ومجموع هذه القيم تـُسمى القيم الخاصّة eigen value لهذه المعادلة.
يحتاج حل المعادلة التفاضلية السابقة إلى معرفة جيدة بالرياضيات الخاصّة بالمعادلات التفاضليّة ولذلك نكتفي هنا بإعطاء نتيجة الحلِّ، حيث أنّ الطاقة كمومية وتُعطى بالعلاقة:
{\displaystyle E_{n}=(n+{\frac {1}{2}})\hbar \omega }
حيث : n=0,1,2,3
ومن هذه العلاقة نرى أنّ طاقة الهزّاز التوافقي هي طاقة كموية ولها قيم منفصلة، والخطوة في طيف الطاقة هي (ħω).
نلاحظ أنّه عندما تكون 0=n ، يأخذ الهزّاز أدنى طاقة كمومية له وهي الحالة القاعية (الحالة الأرضية)، وهي :
E_0=1/2. ħω
الأربعة حلول الأولى تعطى بالعلاقات {\displaystyle (\Psi _{n}(x} ، حيث: n =0 ،1 ،2 ،3 ، وتنتج التوابع الموجيّة الآتية:
{\displaystyle \Psi _{0}(x)={\sqrt {\frac {b}{\sqrt {x}}}}\cdot e^{-b^{2}x^{2}/2}}
{\displaystyle \Psi _{1}(x)={\sqrt {\frac {b}{2{\sqrt {x}}}}}\cdot 2bxe^{-b^{2}x^{2}/2}}
{\displaystyle \Psi _{2}(x)={\sqrt {\frac {b}{8{\sqrt {x}}}}}\cdot (4b^{2}x^{2}-2)e^{-b^{2}x^{2}/2}}
{\displaystyle \Psi _{3}(x)={\sqrt {\frac {b}{48{\sqrt {x}}}}}\cdot (4b^{2}x^{2}-2)e^{-b^{2}x^{2}/2}}
حيث:
{\displaystyle b={\sqrt {m\omega /\hbar }}}
{\displaystyle \hbar } هو ثابت بلانك